# Angiolina Vonmoos
Angiolina Vonmoos (* 2. Oktober 1862 in Sur En, Unterengadin; † 1955 in Remüs) war eine bündnerromanische Dichterin aus der Schweiz.
Ihre Eltern waren Jon Valentin und Annatina Valentin; sie führten den Gasthof Uors in Sur En. Angiolina Valentin besuchte die Dorfschule in Sent und arbeitete einige Jahre in England und Frankreich. 1908 heiratete sie den Pfarrer und romanischen Schriftsteller Schimun Vonmoos (1868–1940).
Angiolina Vonmoos war eine frühe Autorin der rätoromanischen Literatur. Sie verfasste ihre Werke in Vallader.

## Werke
- La muoja alba.
- L’amur da Nina.